# Bräuningzinken
Bräuningzinken är ett berg i Österrike.   Det ligger i distriktet Liezen och förbundslandet Steiermark, i den centrala delen av landet, 200 km väster om huvudstaden Wien. Toppen på Bräuningzinken är 1 899 meter över havet, eller 229 meter över den omgivande terrängen. Bredden vid basen är 3,2 km.
Terrängen runt Bräuningzinken är bergig åt nordost, men åt sydväst är den kuperad. Närmaste större samhälle är Bad Aussee, 6,3 km söder om Bräuningzinken. 
Trakten runt Bräuningzinken består i huvudsak av gräsmarker. Runt Bräuningzinken är det ganska glesbefolkat, med 25 invånare per kvadratkilometer.